# یواس‌اس فلوریدا (اس‌اس‌جی‌ان-۷۲۸)
یواس‌اس فلوریدا (اس‌اس‌جی‌ان-۷۲۸) (به انگلیسی: USS Florida (SSGN-728)) یک زیردریایی است که طول آن ۵۶۰ فوت (۱۷۰ متر) می‌باشد. این زیردریایی در سال ۱۹۸۱ ساخته شد.